# Effektor (Physiologie)
Unter einem Effektor versteht man in der Physiologie eine Zelle oder einen Zellverband mit dem Vermögen, auf einen neuronalen Impuls hin einen Effekt hervorzubringen, so eine Muskelzelle durch Kontraktion oder eine Drüse(nzelle) durch Sekretion. Erfolgsorgan heißt das zugehörige Organ, beispielsweise der Muskel, dem eine Muskelfaser zugehört.
Bei einer einfachen Verschaltung wie im (zentral) monosynaptischen Reflex wird ein Reiz vom Rezeptor oder Sensor aufgenommen, in ein elektrisches Potential (Generatorpotential) überführt (transduziert), dieses in eine Serie von Aktionspotentialen (AP) umgeformt (transformiert) und die Erregung mit einer Synapse im ZNS auf ein Motoneuron übertragen (transmittiert), das daraufhin Impulse (AP) bildet, weiterleitet und an der motorischen Endplatte auf eine Muskelfaser als den Effektor überträgt. Dieser wird dadurch erregt (AP), wodurch in kontraktilen Elementen (Myofibrillen) eine Interaktion zustande kommt, die Kontraktion. Durch diesen Effekt kann sich der Muskel verkürzen, was als Antwort auf den Reiz verstanden wird.
Der zwischen dem Reiz am Sensor und der Reaktion im Effektor vermittelnde Zusammenhang wird auch als Reflexbogen bezeichnet.